# Juan Carlos Corbalan
Juan Carlos Corbalan (3 marzo 1997) è un calciatore maltese, centrocampista del Marsaxlokk e della nazionale maltese.

## Carriera

### Club
Ha giocato nella massima serie maltese.

### Nazionale
L'11 novembre 2018 ha esordito con la nazionale maltese giocando l'incontro perso 3-1 contro il Kosovo, valido per la UEFA Nations League.

## Statistiche

### Presenze e reti nei club
Statistiche aggiornate al 9 aprile 2021.
| Stagione            | Squadra             | Campionato          | Campionato | Campionato | Coppe nazionali | Coppe nazionali | Coppe nazionali | Coppe continentali | Coppe continentali | Coppe continentali | Altre coppe | Altre coppe | Altre coppe | Totale | Totale |
| Stagione            | Squadra             | Comp                | Pres       | Reti       | Comp            | Pres            | Reti            | Comp               | Pres               | Reti               | Comp        | Pres        | Reti        | Pres   | Reti   |
| ------------------- | ------------------- | ------------------- | ---------- | ---------- | --------------- | --------------- | --------------- | ------------------ | ------------------ | ------------------ | ----------- | ----------- | ----------- | ------ | ------ |
| 2012-2013           | Balzan              | PL                  | 1          | 0          | CM              | 0               | 0               | -                  | -                  | -                  | -           | -           | -           | 1      | 0      |
| 2013-2014           | Balzan              | PL                  | 0          | 0          | CM              | 0               | 0               | -                  | -                  | -                  | -           | -           | -           | 0      | 0      |
| 2014-2015           | Balzan              | PL                  | 4          | 0          | CM              | 0               | 0               | -                  | -                  | -                  | -           | -           | -           | 4      | 0      |
| 2015-2016           | Balzan              | PL                  | 1          | 0          | CM              | 0               | 0               | UEL                | 0                  | 0                  | -           | -           | -           | 1      | 0      |
| Totale Balzan       | Totale Balzan       | Totale Balzan       | 6          | 0          |                 | 0               | 0               |                    | 0                  | 0                  |             | -           | -           | 6      | 0      |
| 2016-2017           | Gżira Utd           | PL                  | 29         | 5          | CM              | 0               | 0               | -                  | -                  | -                  | -           | -           | -           | 29     | 5      |
| 2017-2018           | Gżira Utd           | PL                  | 21         | 1          | CM              | 0               | 0               | -                  | -                  | -                  | -           | -           | -           | 21     | 1      |
| 2018-2019           | Gżira Utd           | PL                  | 22         | 0          | CM              | 3               | 0               | UEL                | 3                  | 0                  | -           | -           | -           | 28     | 0      |
| 2019-2020           | Gżira Utd           | PL                  | 15         | 0          | CM              | 0               | 0               | UEL                | 4                  | 0                  | -           | -           | -           | 19     | 0      |
| Totale Gżira United | Totale Gżira United | Totale Gżira United | 87         | 6          |                 | 3               | 0               |                    | 7                  | 0                  |             | -           | -           | 97     | 6      |
| 2020-2021           | Ħamrun Spartans     | PL                  | 21         | 0          | CM              | 0               | 0               | -                  | -                  | -                  | -           | -           | -           | 21     | 0      |
| 2021-2022           | Ħamrun Spartans     | PL                  | 17         | 0          | CM              | 2               | 0               | -                  | -                  | -                  | -           | -           | -           | 19     | 0      |
| 2022-2023           | Ħamrun Spartans     | PL                  | 22         | 1          | CM              | 3               | 0               | CL                 | 7                  | 0                  | SM          | 1           | 0           | 33     | 1      |
| 2023-2024           | Ħamrun Spartans     | PL                  | 19         | 2          | CM              | 3               | 0               | UCL+CL             | 2+3                | 0                  | -           | -           | -           | 27     | 2      |
| Totale carriera     | Totale carriera     | Totale carriera     | 172        | 9          |                 | 10              | 0               |                    | 19                 | 0                  |             | 1           | 0           | 202    | 10     |

### Cronologia presenze e reti in nazionale
| Cronologia completa delle presenze e delle reti in nazionale ― Malta | Cronologia completa delle presenze e delle reti in nazionale ― Malta | Cronologia completa delle presenze e delle reti in nazionale ― Malta | Cronologia completa delle presenze e delle reti in nazionale ― Malta | Cronologia completa delle presenze e delle reti in nazionale ― Malta | Cronologia completa delle presenze e delle reti in nazionale ― Malta | Cronologia completa delle presenze e delle reti in nazionale ― Malta | Cronologia completa delle presenze e delle reti in nazionale ― Malta |
| Data                                                                 | Città                                                                | In casa                                                              | Risultato                                                            | Ospiti                                                               | Competizione                                                         | Reti                                                                 | Note                                                                 |
| -------------------------------------------------------------------- | -------------------------------------------------------------------- | -------------------------------------------------------------------- | -------------------------------------------------------------------- | -------------------------------------------------------------------- | -------------------------------------------------------------------- | -------------------------------------------------------------------- | -------------------------------------------------------------------- |
| 11-10-2018                                                           | Pristina                                                             | Kosovo                                                               | 3 – 1                                                                | Malta                                                                | UEFA Nations League 2018-2019 - 1º turno                             | -                                                                    |                                                                      |
| 14-10-2018                                                           | Baku                                                                 | Azerbaigian                                                          | 1 – 1                                                                | Malta                                                                | UEFA Nations League 2018-2019 - 1º turno                             | -                                                                    |                                                                      |
| 17-11-2018                                                           | Ta' Qali                                                             | Malta                                                                | 0 – 5                                                                | Kosovo                                                               | UEFA Nations League 2018-2019 - 1º turno                             | -                                                                    | 65’                                                                  |
| 20-11-2018                                                           | Ta' Qali                                                             | Malta                                                                | 1 – 1                                                                | Fær Øer                                                              | UEFA Nations League 2018-2019 - 1º turno                             | 1                                                                    | 78’                                                                  |
| 23-3-2019                                                            | Ta' Qali                                                             | Malta                                                                | 2 – 1                                                                | Fær Øer                                                              | Qual. Euro 2020                                                      | -                                                                    | 63’                                                                  |
| 26-3-2019                                                            | Ta' Qali                                                             | Malta                                                                | 0 – 2                                                                | Spagna                                                               | Qual. Euro 2020                                                      | -                                                                    |                                                                      |
| 7-6-2019                                                             | Solna                                                                | Svezia                                                               | 3 – 0                                                                | Malta                                                                | Qual. Euro 2020                                                      | -                                                                    |                                                                      |
| 10-6-2019                                                            | Ta' Qali                                                             | Malta                                                                | 0 – 4                                                                | Romania                                                              | Qual. Euro 2020                                                      | -                                                                    | 84’                                                                  |
| 5-9-2019                                                             | Oslo                                                                 | Norvegia                                                             | 2 – 0                                                                | Malta                                                                | Qual. Euro 2020                                                      | -                                                                    |                                                                      |
| 8-9-2019                                                             | Ploiești                                                             | Romania                                                              | 1 – 0                                                                | Malta                                                                | Qual. Euro 2020                                                      | -                                                                    |                                                                      |
| 15-11-2019                                                           | Cadice                                                               | Spagna                                                               | 7 – 0                                                                | Malta                                                                | Qual. Euro 2020                                                      | -                                                                    | 33’                                                                  |
| 11-11-2020                                                           | Ta' Qali                                                             | Malta                                                                | 3 – 0                                                                | Liechtenstein                                                        | Amichevole                                                           | -                                                                    | 90+2’                                                                |
| 24-3-2021                                                            | Ta' Qali                                                             | Malta                                                                | 1 – 3                                                                | Russia                                                               | Qual. Mondiali 2022                                                  | -                                                                    | 86’ 90+2’                                                            |
| 30-3-2021                                                            | Fiume                                                                | Croazia                                                              | 3 – 0                                                                | Malta                                                                | Qual. Mondiali 2022                                                  | -                                                                    | 67’                                                                  |
| 4-6-2021                                                             | Klagenfurt am Wörthersee                                             | Kosovo                                                               | 2 – 1                                                                | Malta                                                                | Amichevole                                                           | -                                                                    | 65’                                                                  |
| 4-9-2021                                                             | Lubiana                                                              | Slovenia                                                             | 1 – 0                                                                | Malta                                                                | Qual. Mondiali 2022                                                  | -                                                                    | 46’                                                                  |
| 5-6-2022                                                             | Serravalle                                                           | San Marino                                                           | 0 – 2                                                                | Malta                                                                | UEFA Nations League 2022-2023 - 1º turno                             | -                                                                    | 46’                                                                  |
| 17-11-2022                                                           | Ta' Qali                                                             | Malta                                                                | 2 – 2                                                                | Grecia                                                               | Amichevole                                                           | -                                                                    | 52’                                                                  |
| 23-3-2023                                                            | Skopje                                                               | Macedonia del Nord                                                   | 2 – 1                                                                | Malta                                                                | Qual. Euro 2024                                                      | -                                                                    | 77’                                                                  |
| 26-3-2023                                                            | Ta' Qali                                                             | Malta                                                                | 0 – 2                                                                | Italia                                                               | Qual. Euro 2024                                                      | -                                                                    |                                                                      |
| 9-6-2023                                                             | Lussemburgo                                                          | Lussemburgo                                                          | 0 – 1                                                                | Malta                                                                | Amichevole                                                           | -                                                                    | 76’                                                                  |
| 16-6-2023                                                            | Ta' Qali                                                             | Malta                                                                | 0 – 4                                                                | Inghilterra                                                          | Qual. Euro 2024                                                      | -                                                                    | 87’                                                                  |
| 6-9-2023                                                             | Ta' Qali                                                             | Malta                                                                | 1 – 0                                                                | Gibilterra                                                           | Amichevole                                                           | -                                                                    | 87’                                                                  |
| 21-3-2024                                                            | Ta' Qali                                                             | Malta                                                                | 2 – 2                                                                | Slovenia                                                             | Amichevole                                                           | -                                                                    | 81’                                                                  |
| 7-6-2024                                                             | Grödig                                                               | Rep. Ceca                                                            | 7 – 1                                                                | Malta                                                                | Amichevole                                                           | -                                                                    | 69’                                                                  |
| 11-6-2024                                                            | Grödig                                                               | Malta                                                                | 0 – 2                                                                | Grecia                                                               | Amichevole                                                           | -                                                                    |                                                                      |
| 7-6-2025                                                             | Ta' Qali                                                             | Malta                                                                | 0 – 0                                                                | Lituania                                                             | Qual. Mondiali 2026                                                  | -                                                                    | 86’                                                                  |
| 10-6-2025                                                            | Groninga                                                             | Paesi Bassi                                                          | 8 – 0                                                                | Malta                                                                | Qual. Mondiali 2026                                                  | -                                                                    | 46’                                                                  |
| Totale                                                               |                                                                      | Presenze                                                             | 28                                                                   |                                                                      | Reti                                                                 | 1                                                                    |                                                                      |

## Palmarès

### Club

#### Competizioni nazionali
- Campionato maltese: 3

Ħamrun Spartans: 2020-2021, 2022-2023, 2023-2024
- Supercoppa di Malta: 2

Ħamrun Spartans: 2023, 2024